# Коренев, Георгий Васильевич
Георгий (Юрий) Васильевич Коренев (23 апреля [6 мая] 1904, Владимир — 4 августа 1980, Москва) — советский учёный, конструктор, изобретатель, создатель первых в СССР систем управления радиоуправляемых беспилотных бомбардировщиков и БПЛА (1937), автор нового научного направления Целенаправленная механика и механика человека ([36], 1974; [41], 1977; [42], 1979; [43], 1980), создатель теоретических основ управления городским транспортом без водителя ([23], 1966; [27], 1968), разработчик практического применения тензорного исчисления при решении различных задач механики сложных механических и живых систем ([46], 1990 — [48], 2000).
Кавалер ордена Ленина (1933), лауреат Сталинской премии (1953).
Профессор кафедры теоретической механики Московского физико-технического института; создатель заочной физико-математической школы при МФТИ для одаренных детей в СССР ([29], 1971; [32], 1972).

## Биография
Родился 23 апреля (6 мая) 1904 года в губернском городе Владимир-на-Клязьме. Георгий, по-домашнему Юрий, был младшим ребёнком в семье фотографов Василия Ивановича Коренева, крестьянина села Успенское Вяземского уезда Смоленской губернии, и Марии Петровны Кореневой (урожд. Соколовой), купеческой дочери из города Елец Орловской губернии. Родители Георгия Васильевича познакомились в Ельце, куда Василий Иванович, покинув родное село, отправился обучаться азам фотодела. Приобретя навыки работы фотографа в лучшем ателье города «Анели» И. Ф. Клименко, в 1889 году он получил разрешение Орловского губернатора на открытие в городе собственного ателье.

Мой отец происходит из крестьян, но он ещё в молодости оторвался от земли и ушёл в город. Там обучился фотографии и к моменту моего рождения имел свою собственную фотографию в г. Владимире, где пользовался трудом наёмных мастеров
— Коренев Г. В. Автобиография (1934)
Накануне Первой мировой войны Кореневы переехали в Москву, где к тому времени уже жил и получал экономическое образование в недавно открытом Московском обществе распространения коммерческого образования (МОРКО) старший брат Георгия Васильевича.

Позднее он [отец] имел деревянный дом в Москве и лавку. После Октябрьской революции отец служил в органах советской власти. Сначала он служил в Замоскворецком райсовете. Затем был арестован ВЧК (кажется в 1918 г.), но вскоре освобождён с полной реабилитацией. После освобождения из ВЧК отец служил в организованном тогда Госконтроле, был линейным инспектором на Московско-Казанской ж.д.на участке Пенза-Рузаевка-Саранск. В 1920 г. он умер во время ревизии на линии на ст. Лунино от сыпного тифа, и там же похоронен.
— Коренев Г. В. Автобиография (1934)
Мать Георгия Васильевича, Мария Петровна, дожила до 1932 года.
С 1906 года Коренев жил в Петербурге, с 1914 — в Москве. Среднее образование получил в Московском коммерческом училище имени Цесаревича Алексея.
С 1920 года учился в Пензенском техникуме путей сообщения Сызрано-Вяземской железной дороги, где увлёкся авиацией и планеризмом: был членом президиума технического кружка (одного из первых планерных кружков в стране), секретарём студенческого комитета.
В 1922 году добровольно вступил в Красную Армию, в 1923 году окончил Высшую аэрофотограмметрическую школу Военно-воздушного флота по классу штурмана, защитив дипломный проект на тему «Аэронавигационное и аэрометеорологическое оборудование Центрального аэродрома» и был оставлен при школе инструктором. Вот как вспоминает об этом периоде легендарный чкаловский штурман А. В. Беляков:
«Из числа аэронавигаторов второго и третьего выпусков нашей школы на преподавательской работе осталось несколько слушателей, увлеченных научной работой, в том числе Г. В. Коренев и Г. С. Френкель. Позже они были переведены в НИИ ВВС. Коренев был знатоком аэронавигационной техники, неумолимым в требованиях к авиаприборостроителям. Будущий доктор физико-математических наук, он разработал проблему измерения воздушной скорости полета, проанализировал закономерность этого процесса в зависимости от плотности воздуха. С появлением автопилотов Коренев с жаром включился в работу по совершенствованию этих приборов».
В качестве инструктора Коренев работал в Высшей школе спецслужб ВВС РККА с 1923 по 1926 год. В 1925 году он закончил при школе лётные курсы и сдал экзамен на звание лётчика-наблюдателя. Будучи военнослужащим, в 1926 году был переведен на должность старшего лётчика-наблюдателя в Отдельный разведывательный отряд в г. Егорьевске.
В 1926 г. был направлен для дальнейшего прохождения военной службы в московский Научно-испытательный институт ВВС РККА (НИИ ВВС). С 1926 по 1928 год он работает на должности старшего инженера, затем на должности инженера высшей категории. В 1930 г. был переведен в отдел особых работ на должность заместителя начальника отдела. В НИИ ВВС Коренев занимался пилотажно-навигационным оборудованием самолётов, включая приборы для полёта и посадки без визуального контроля окружающей обстановки. О работе НИИ ВВС того периода и важности этих задач подробно рассказано в книге лётчика-испытателя НИИ ВВС И. Ф. Петрова, будущего директора ЦАГИ, а позже ректора МФТИ. Можно с уверенностью сказать, что И. Ф. Петров уже в те годы был знаком с Кореневым.
Помимо подготовки к выполнению боевых задач, НИИ ВВС участвовал в организации рекордных авиационных перелётов. В своей автобиографии Г. В. Коренев указывает на денежную премию и благодарность в приказе Начальника ВВС РККА за отличное состояние вверенного ему подразделения и за подготовку перелета самолёта «Страна Советов» в Америку, благодарность в приказе Начальника ВВС РККА за подготовку первого перелета в Пекин.
В 1923 году поступил на физико-математический факультет 1-го МГУ и окончил его в 1929 по специальности «Прикладная математика», обучаясь без отрыва от основной трудовой деятельности в области авиации. В числе его преподавателей были профессор Н. Н. Бухгольц (теоретическая механика) и академик Н. Н. Лузин (математика). По воспоминаниям коллег, Коренев на всю жизнь сохранил глубочайшую благодарность и уважение к этим учёным.
По совместительству с основной службой в НИИ ВВС в 1929-31 гг. Коренев вел преподавательскую работу в Военно-Воздушной Академии им. Н. Е. Жуковского и в Московском Энергетическом Институте (на кафедре у профессора Н. Н. Бухгольца). В эти годы, и даже ранее, проявился талант Коренева как автора учебников и методических пособий для пилотов [1], 1925 [2], 1928 [3], 1928 [4], 1929 [5], 1931 [6], 1931. Также в период работы в НИИ ВВС им были сделаны три изобретения, связанные с приборами навигации.
На рубеже 1920-30-х годов в авиации возникла насущная проблема в автоматическом пилотировании самолёта. Работы по созданию автопилотов были поручены НИИ ВВС, где Коренев занимался ими в качестве зам. начальника аэронавигационного отдела 4, начальником которого был выдающийся авиационный штурман Б. В. Стерлигов. Позже работы по автопилотам Коренев продолжил в качестве заместителя начальника отдела 13, специально для этого созданного Отдела особых работ. Работы начались с изучения импортного немецкого автопилота, затем приступили к созданию автопилота собственной конструкции для бомбардировщика ТБ-1 ([49], 1966). Наряду с этим, летом 1930 года Коренев поступил в аспирантуру МГУ по кафедре математики и механики под научное руководство профессора Н. Н. Бухгольца. Однако вскоре аспирантуру пришлось оставить — Коренева ждало новое назначение, на этот раз в Ленинград.

### Работа в ОСКОНБЮРО
Параллельно с НИИ ВВС работы по созданию автопилотов велись в Ленинграде, в конструкторском бюро Р. Г. Ниренберга. Поскольку успех не сопутствовал Ниренбергу, Начальник ВВС Я. И. Алкснис в 1930 году поручил Г. В. Кореневу наблюдение за работой конструкторского бюро в Ленинграде и проведением испытаний его автопилотов. Постепенно Коренев стал руководителем этих работ.
В это время по поручению Начальника вооружений РККА М. Н. Тухачевского в Ленинграде была создана новая организация, Особое конструкторское бюро № 21 при Всесоюзном объединении точной индустрии, кратко — Осконбюро ВОТИ. Там разрабатывалось множество новых технических систем для армии — стабилизатор танкового прицела, планирующие торпеды, летающие мины (прообраз противокорабельных ракет), управляемый по радио самолёт-снаряд. В эту организацию была передана и работа по автопилоту, а Коренев в 1932 году был прикомандирован к КБ-21 в качестве руководителя «ударной авиационной группы», оставаясь в штате НИИ ВВС. Летом 1932 г. он на 3 месяца был командирован в Европу в составе комиссии Реввоенсовета для знакомства с авиационной промышленностью Германии, Швейцарии, Италии. Из материалов личного дела известно, что Коренев хорошо владел немецким и французским языками, а с итальянского мог переводить со словарем. Одной из целей командировки были переговоры с фирмой «Сименс» о покупке у неё управляемого по радио самолёта, однако германское правительство не разрешило фирме Сименс эту сделку [49], 1966.
Проведя анализ неудач автопилота системы Ниренберга, который был полностью пневматическим, Коренев стал проектировать электро-пневматический, получивший наименование АВП-2. Он выполнял 16 навигационных команд, которые передавались по радиоканалу с земли либо с летящего следом самолёта. В качестве радиолинии использовался прибор «Дедал», разработанный в Остехбюро (Особое техническое бюро по военным изобретениям, начальник В. И. Бекаури) [49], 1966. Пристальное внимание к работам и их поддержку оказывал лично Начальник вооружений РККА М. Н. Тухачевский, известный своим интересом к техническим новшествам в армии.
В производственной характеристике Коренева начальник Осконбюро А. И. Архаров пишет: «Руководя группой, сам является автором почти всех принципиальных схем и ряда конструкций телемеханического самолёта. Благодаря упорству и настойчивости, несмотря на неблагоприятные условия работы, обеспечил быстрое проведение научно-исследовательской, проектной и испытательной работы телемеханического самолёта. Проводил сам летные испытания, налетав за 1933 г. свыше 100 часов. Работал, не считаясь со временем, иногда круглые сутки, заражая своей энергией, упорством и трудоспособностью своих подчиненных».
К октябрю 1933 г. работы были закончены, самолёты с автопилотом АВП-2 прошли необходимые испытания, проведена приёмка работ правительственной комиссией. Под управлением автопилота самолёт совершал движение, включая маневрирование, необходимое для бомбардировщика того времени. Оставалось отработать только полностью автоматический взлет и посадку. Вот как описывает Коренев достижения их группы в этой области [49], 1966 «следует ещё упомянуть работу по взлёту и приземлению самолёта ТБ-1 без вмешательства лётчика. В 1936 г. Эта задача была в принципе разрешена: самолёт ТБ-1 взлетал и приземлялся без того, чтобы лётчик касался рулей, стабилизатора или сектора газа; однако расчёт на посадку производился лётчиком, после чего включали автопилот, и лётчик бросал управление машиной». Учитывая новизну этих задач, а также их важность для обороны страны, ряд сотрудников Осконбюро в ноябре 1933 г. были удостоены государственных наград. В частности, Г. В. Коренев был награждён Орденом Ленина за номером 614. Также Орден Ленина получили коллеги Коренева по разработке автопилота А. С. Немов (управляющий ВОТИ), А. И. Архаров (начальник Осконбюро) и М. В. Соколов (инженер-бортмеханик по автопилоту). Приказ о награждении был опубликован в правительственной газете «Правда» от 16.11.1933 г. Несколько позже приказом Наркома тяжёлой промышленности СССР Серго Орджоникидзе Г. В. Коренев был премирован легковым автомобилем ГАЗ системы «Форд». Для продолжения работ на аэродроме в Ям-Едрово на Валдае была создана опытная эскадрилья самолётов ТБ-1, оснащенных автопилотом АВП-2 и управляемых по радио. Историк Юрий Николаев в своей книге «Валдай. Описание района. Том 1», вышедшей тиражом всего 20 экземпляров, так описывает авиабазу: «В марте 1933 года на аэродроме „Едрово“ недалеко от села была размещена 2-я тяжелая бомбардировочная авиационная бригада, на вооружении которой стоял советский тяжелый бомбардировщик ТБ-3, известный также как АНТ-б.» История села Едрово.
Как пишет в своей работе историк создания автопилотов в авиации Ю. Е. Кузьмина: «Успех этой работы был обеспечен тем, что отдельные части системы проектировались не изолированно, а были подчинены решению комплексной задачи. При создании системы управления для беспилотного самолёта принципиально и конструктивно был решен ряд вопросов, к работе над которыми впоследствии приступили лишь десятки лет спустя». В 1934 году Г. В. Коренев окончательно уходит из НИИ ВВС и продолжает работу в Осконбюро в качестве главного инженера и заместителя начальника КБ-21. Работы по взлёту и приземлению самолёта ТБ-1 без вмешательства лётчика были продолжены. Через много лет, в конце 1970-х годов, конструкторы системы посадки крылатого космического корабля «Буран» разыскали Г. В. Коренева и консультировались у него по вопросам автономной посадки на аэродром, что, как мы знаем, было успешно реализовано 15.11.1988 г.
Работа Коренева над управляемым по радиоканалу самолётом была самым ярким моментом в его трудовой биографии 1931—1937 годов, но далеко не единственным. Будучи заместителем начальника, главным инженером, начальником экспедиционного (лётного) отдела, он принимал участие в большинстве разрабатываемых Осконбюро тем. В частности, под его руководством началась разработка системы борьбы с надводными кораблями путём применения самолётов-снарядов, сбрасываемых с самолёта-носителя и наводимых при помощи инфракрасного луча. Эта работа проделывалась с 1934 г. по 1937 г. Кореневым, как главным конструктором, и его сотрудниками с привлечением кооперированных предприятий. В качестве самолёта-носителя был применён бомбардировщик ТБ-3. В 1936 г. в торпедном варианте (без луча, который задержался разработкой в Центральной Радиолаборатории в Ленинграде) система удачно прошла комплексные испытания в присутствии специальной комиссии Реввоенсовета. По результатам испытаний Правительством было принято решение о запуске в 1937 г. опытной серии. В дальнейшем этот опыт разработки системы и проведения комплексных испытаний был использован при работе Коренева в КБ-1 над первой отечественной противокорабельной ракетой «Комета» (1947 г. — 1953 г.).
Также в Осконбюро под руководством Коренева разрабатывались планирующие зажигательные снаряды для действия по портовым сооружениям и базам, которые над целью автономно (по команде программного устройства) переходили в полет по свертывающейся спирали, разбрасывая бомбы по площади. Был в разработке проект по управляемым по радио самолётам-снарядам, подвешиваемым к самолёту-носителю (телемеханизация самолёта-звена В. С. Вахмистрова).
Общее количество сотрудников Осконбюро превысило 400 человек. К этому моменту Коренев имел воинское звание «Военинженер 1 ранга», что соответствует современному званию «Полковник». Успехи в работе Осконбюро, существенное расширение тематики, привели к решению руководства отрасли перенести часть работ в Москву, в НИИ-12. Распоряжением № 6 по Главному Управлению Точной Индустрии НКОП от 26 января 1937 г. Г. В. Коренев был назначен директором НИАГ № 12 (НИИ-12) с одновременным исполнением им обязанностей главного инженера КБ-21 (Осконбюро).
В сентябре 1937 года Осконбюро (КБ-21) было расформировано. Тематика по автопилотам с оборудованием и кадрами, а также опытный завод КБ переданы в НИИ-12. На базе оборудования и кадров части КБ-21 по телемеханике организован Телемеханический институт (НИИ-20), ему переданы бывшие помещения Осконбюро по адресу ул. Красной связи, 17а в Ленинграде. Закончился яркий и во многом героический этап работы Особого конструкторского бюро № 21, а его Главному инженеру предстоял совершенно иной этап, круто изменивший его судьбу на ближайшие 10 лет.

### Арест и работа в шараге
Расстрел Тухачевского и его соратников положил начало массовым репрессиям в РККА и на предприятиях оборонной промышленности. Объективные трудности и проблемы по работе с новейшей техникой стали поводом для обвинений во вредительстве и руководства КБ-1. Коренев был арестован 10 сентября 1937 г. в Ленинграде. Ему было предъявлено обвинение в участии «в контрреволюционной троцкистско-диверсионной и шпионской организации в оборонной промышленности» с целью ослабления обороноспособности СССР (ст.58-6, 58-8, 58-9, 58-11). При аресте изъяты Орден Ленина № 614 с орденской книжкой и автомобиль ГАЗ  (Опись имущества арестованного Г.В.Коренева. 1937 год.,
Продолжение описи имущества арестованного Г.В.Коренева. 1937 год.) — премия за разработку и испытание первого управляемого по радио самолёта на базе ТБ-1. На момент ареста на иждивении Коренева находились жена с одиннадцатимесячной дочерью Лидией (Анкета арестованного Г.В.Коренева. 1937 г.).
Через год пребывания в Ленинградской тюрьме ГУГБ на Шпалерной ул., 25, в сентябре 1938 г., Коренев был этапирован в Москву.

Обвинительное заключение по делу Коренева от 14 сентября 1939 г. было стандартным. 

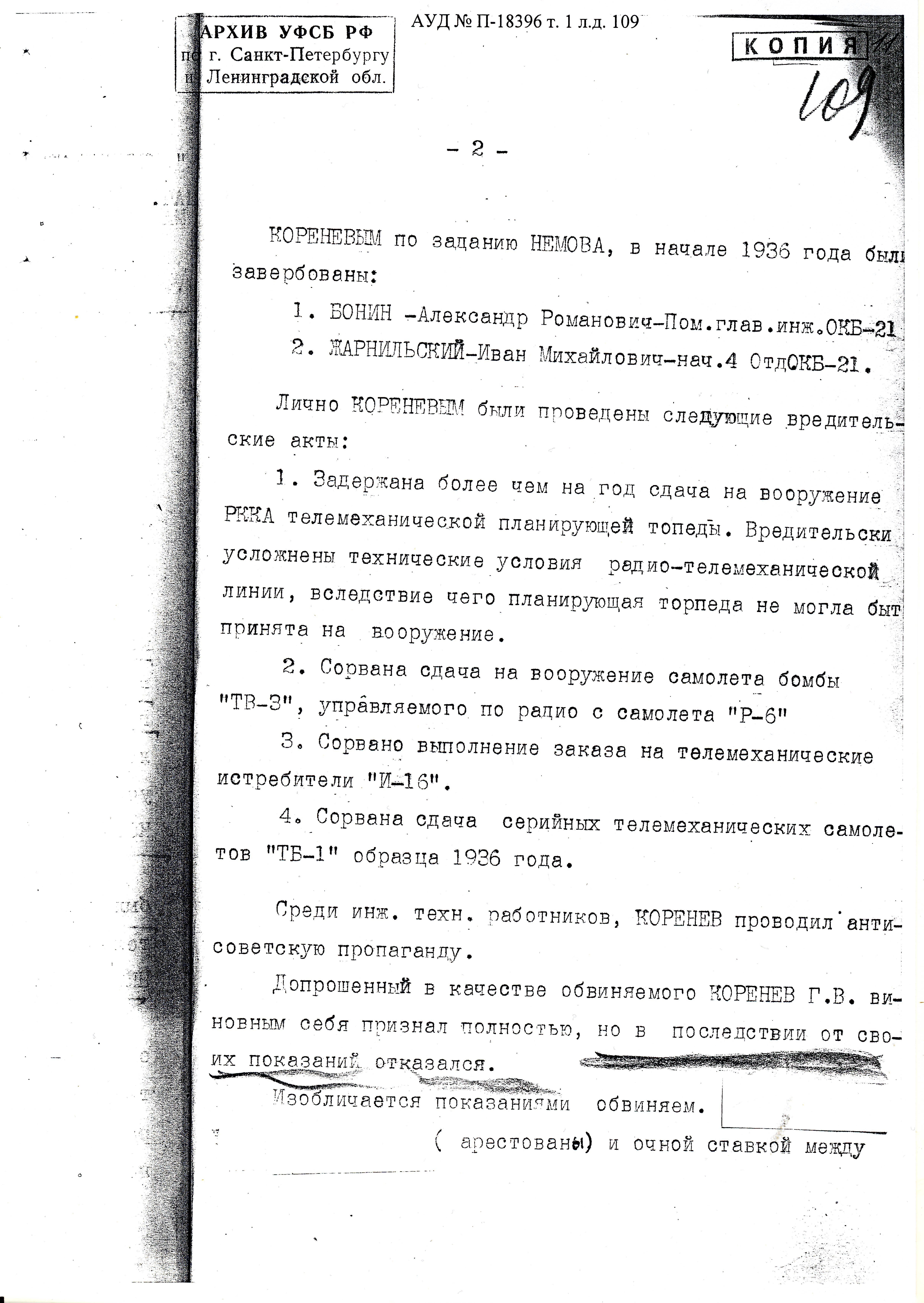
Обвинительное заключение по делу Г.В.Коренева. Страница 2. 1939 год

 Помимо создания контрреволюционной троцкистско-вредительской группы с целью ослабления обороноспособности СССР и антисоветской агитации, ему вменялись в вину «вредительские» акты: намеренная задержка на год сдачи РККА телемеханической торпеды путём «усложнения технических условий радио-телемеханической линии»; срыв сдачи на вооружение самолёта-бомбы ТБ-3, управляемого по радио с самолёта «Р-6»; срыв выполнения заказа на телемеханические истребители «И-16» и сдачи серийных телемеханических самолётов «ТБ-1» образца 1936 г. Подобные обвинения в то же самое время были предъявлены и другим заключённым специалистам.

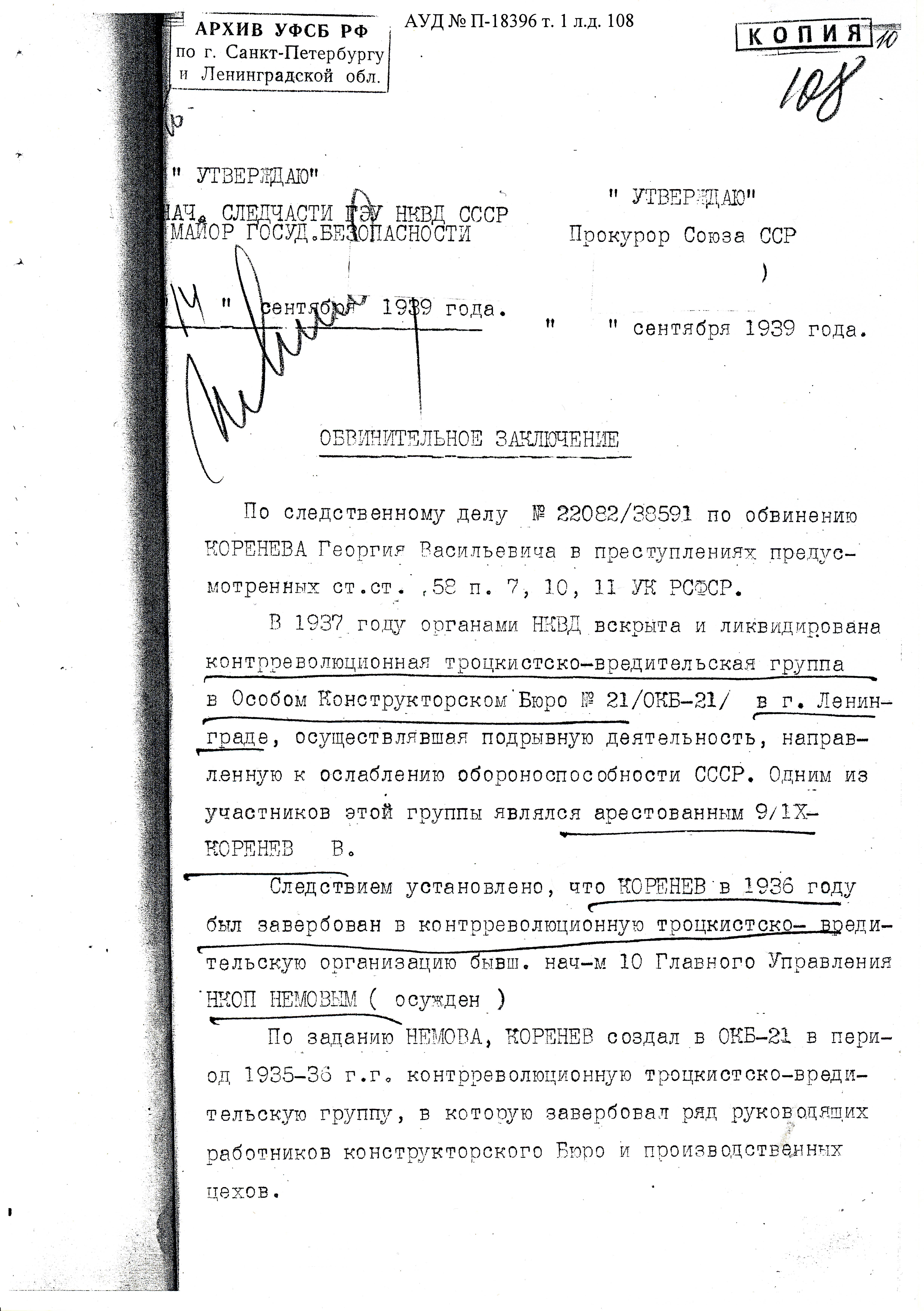
Обвинительное заключение по делу Г.В.Коренева. Страница 1. 1939 год

В конце мая 1940 г. в здании Военной коллегии Верховного суда СССР на ул. 25 Октября, 23, без вызова обвиняемых и свидетелей в суд начались  судебные процессы над заключенными специалистами. Председательствовал на этих процессах В. В. Ульрих. Приговор Туполеву был вынесен 28 мая, Кореневу — 29 мая. Коренев обвинён в преступлениях, предусмотренных статьями 58-7, 58-10, 58-11 и приговорён к лишению свободы на десять лет с поражением в избирательных правах на пять лет и с конфискацией лично ему принадлежащего имущества. Срок лишения свободы к моменту суда составлял почти три года и включался в общий срок заключения по приговору.
В сентябре 1940 года совместным приказом наркома внутренних дел и авиационной промышленности от 24 сентября 1940 г. за № 001198/504 на заводе № 156 было организовано ЦКБ-29 НКВД (Центральное Конструкторское Бюро № 29 НКВД). Бюро возглавил майор госбезопасности В. А. Кравченко, его заместителем  стал старший лейтенант госбезопасности Г. Я. Кутепов.
Первым местом расположения ЦКБ-29 стал подмосковный посёлок Болшево. Здесь Коренев работал с его прежними коллегами по НИИ ВВС и Осконбюро, с другими учёными и конструкторами. Туда были привезены В. М. Петляков и В. М. Мясищев. Несколько позже в Болшево был доставлен и А. Н. Туполев, сразу назначенный руководителем авиационной группы. Ему было поручено составить списки необходимых для работы специалистов-авиационщиков. Сведения о работе конструкторов в этот период основаны на воспоминаниях заключённого А. П. Алимова, находящихся в фонде Научно-мемориального музея Н. Е. Жуковского, и изложенных в книге М. С. Саукке «Неизвестный Туполев» воспоминаний С. М. Егера. По обоим источникам, в Болшево группа А. Н. Туполева, в которую входил и Коренев, работала над созданием четырёхмоторного пикирующего бомбардировщика («ПБ», позже — АНТ-57). Коренев занимался проблемами прочности и аэродинамики.
На протяжении всех десяти лет Коренев вёл научную-теоретическую и конструкторскую работу. Неполный перечень его работ, выполненных в заключении:
- Проект и теория управления по радио планирующим снарядом (1938 г.);
- Теория бомбометания с пикирования (1940 г. — совместно с Ю. Б. Румером);
- Исследование движения самолёта в вертикальной плоскости (1941 г.);
- О работе автомата управления курсом типа прибора Обри (1941 г.);
- Проект управляемого снаряда для самолёта Дб-3 (1942 г.);
- Проект самолёта-снаряда с турбореактивным двигателем (1939—1941 г.);
- Главы к монографии по газовой динамике (1943—1944 г.)[24].

### Работа в КБ-1
В 1947 году Г. В. Коренев был освобожден из заключения. Судимость с него не была снята, однако он сразу был привлечен к работе в только что образованном Специальном Бюро-1 (СБ-1) в качестве вольнонаёмного, но поражённого в гражданских правах. По устным воспоминаниям Коренева, распоряжение на его привлечение к работе было отдано лично Л. П. Берия.

#### Проект«Комета»
После окончания Второй мировой войны в правительстве СССР было принято решение о создании нового вида оружия — реактивного противокорабельного самолёта-снаряда, запускаемого с самолёта-ракетоносца при значительном удалении последнего от цели (крупного корабля противника). Для этого в сентябре 1947 года в Москве было создано Специальное Бюро-1 (СБ-1), штат которого был укомплектован как вольнонаёмными сотрудниками, так сотрудниками с различным типом ограничения свободы — заключенными из шарашек, лицами, только что освободившимися из этих мест, а также интернированными немецкими инженерами. Проект по созданию противокорабельной крылатой ракеты, её системе управления, а также по сопряжению оборудования ракеты и ракетоносца получил название «Комета». Причиной привлечения Коренева к работам по проекту «Комета» послужило то, что среди многих работ, выполнявшихся им в заключении, были и такие:
1. проект и теория управления по радио планирующим снарядом (1938),
2. проект управляемого снаряда для самолёта ДБ-3 (1942),
3. проект самолёта-снаряда с турбореактивным двигателем (1939—1941).

Из шарашки в СБ-1 были переданы и некоторые выполненные Кореневым чертежи, хранившиеся в IV Спецотделе МВД, отвечавшем за документооборот в технической сфере. Вот как сам Георгий Васильевич рассказывает о «специфике» работы в шараге и судьбе проектов в своём письме на имя Г.М. Маленкова в 1953 г. :
«…система управляемого самолёта-снаряда, в комплексе с самолётом-носителем ДБ-3 (Ильюшин), разработанная мною в 1941-1943 гг., вначале совместно с С.П. Королёвым (ныне главный конструктор ракет дальнего действия) и Л.С. Терменом, и с конца 1941 г. самостоятельно. Проект имеется в IV Спецотделе МВД СССР. Стапели, штампы, приспособления, чертежи и весь задел были уничтожены Г.Я. Кутеповым при возвращении завода № 288 из Омска в Москву в 1943 г. ..."
Руководителями СБ-1 были назначены опытный инженер и учёный П. Н. Куксенко (начальник СБ-1 и одновременно его главный конструктор) и молодой выпускник Ленинградской военной академии связи С. Л. Берия (заместитель главного конструктора). Также среди руководителей среднего звена было немало бывших сотрудников НКВД, имевших опыт общения с инженерами и учёными по совместной работе в ЦКБ-29 и подобным организациям.
В 1950 году СБ-1 было переименовано в конструкторское бюро КБ-1. Работы по созданию противокорабельной ракетной системы «Комета» были успешно завершены, система прошла государственные испытания, и с 1952 года начался её серийный выпуск. Ряд работников КБ-1 и ОКБ Микояна, также участвовавшего в разработке «Кометы», получили Сталинские (Государственные) премии. Коренев за вклад в разработку системы «Комета» был удостоен в 1953 году Сталинской премии. В 1962 году его диплом лауреата был заменён на диплом № 6018 лауреата Государственной премии СССР с формулировкой «За выполнение специального задания Правительства».
Одним из руководителей КБ-1 был С. Л. Берия, сын Л. П. Берии. В таких условиях Кореневу было сложно отстаивать свои авторские права на разработки, начатые ещё в ЦКБ-29 и продолженные затем в КБ-1. После смерти Сталина Л. П. Берия был низложен, а С. Л. Берия отправлен в ссылку. В этих условиях Коренев отстоял свои авторские права.

#### Проект«Беркут»
В 1950 году КБ-1 получило задание — разработку системы противовоздушной обороны Москвы от массированной атаки бомбардировщиков противника, несущих ядерные заряды. Коренев, будучи начальником теоретического отдела в КБ-1, был занят разработкой и численной реализацией алгоритмов наведения зенитной ракеты на цель. В частности, в источнике он упоминает своё авторство в разработке особой формы метода параллельного сближения с целью и общем параметрическом методе наведения, частный случай которого применён в осуществленной системе «Беркут».

### Работа в МФТИ
Коренев поступил на работу в Московский физико-технический институт на кафедру теоретической механики (заведующий профессор Ф. Р. Гантмахер) в 1954 году после завершения своей работы в КБ-1 (ныне предприятие Алмаз (научно-производственное объединение)). Читал лекционные курсы и вел семинары по теоретической механике, аналитической механике, тензорному исчислению. Опыт своей работы в предыдущих организациях обобщил в рукописях «Лекции по теории управления снарядами» [15], 1955, и «Лекции по прикладной динамике твердого тела» [16], 1956, на основании которых в 1957 году защитил диссертацию на соискание учёной степени кандидата физико-математических наук.
С конца 1950-х годов  Коренев начал применять разработанные им уникальные методы управления движением последовательно к общественному транспорту, манипуляторам, системам человек-машина, и, наконец, к исследованию движений человека. В своих исследованиях активно применял тензорное исчисление, считая его наиболее адекватным инструментом как для теоретических исследований, так и для реализации вычислительных процедур на компьютерах. Факультативный курс Г. В. Коренева «Тензорное исчисление» был невероятно популярен среди студентов, читался свыше 20 лет, издан в МФТИ по записям слушателей тремя изданиями [46], 1990 [47], 1996 [48], 2000.
В 1966 году защитил диссертацию на соискание степени доктора физико-математических наук «О механических моделях приспособляемости систем управления движением» [23], 1966. В 1960—1970-е годы выпустил на эту тему 5 монографий [25], 1964 [41], 1977 [43], 1980 [42], 1979 [36], 1974, а также перевел и отредактировал две весьма важные на тот момент книги зарубежных авторов: А. С. Локк. «Управление снарядами» (которое стало чрезвычайно популярным в научных кругах и вышло двумя изданиями [17], 1957 [18], 1958) и А.Дж. Мак-Коннел. Введение в тензорный анализ (с приложениями к геометрии, механике и физике)[22], 1963. Данные переводы, по воспоминаниям Г. В. Коренева, позволили его семье поправить их материальное положение, вызванное конфискацией имущества при аресте и последующим 10-летним сроком отбывания в заключении «от звонка до звонка».

## Создание Заочной физико-технической школы при МФТИ
С работой Коренева в МФТИ связано создание Заочной физико-технической школы (ЗФТШ) при МФТИ. В 1966 году предложил идею заочной школы, разработал концепцию и в короткий срок реализовал её силами молодых преподавателей и аспирантов МФТИ. В этом он нашёл поддержку ректора МФТИ О. М. Белоцерковского и комсомольской организации института.

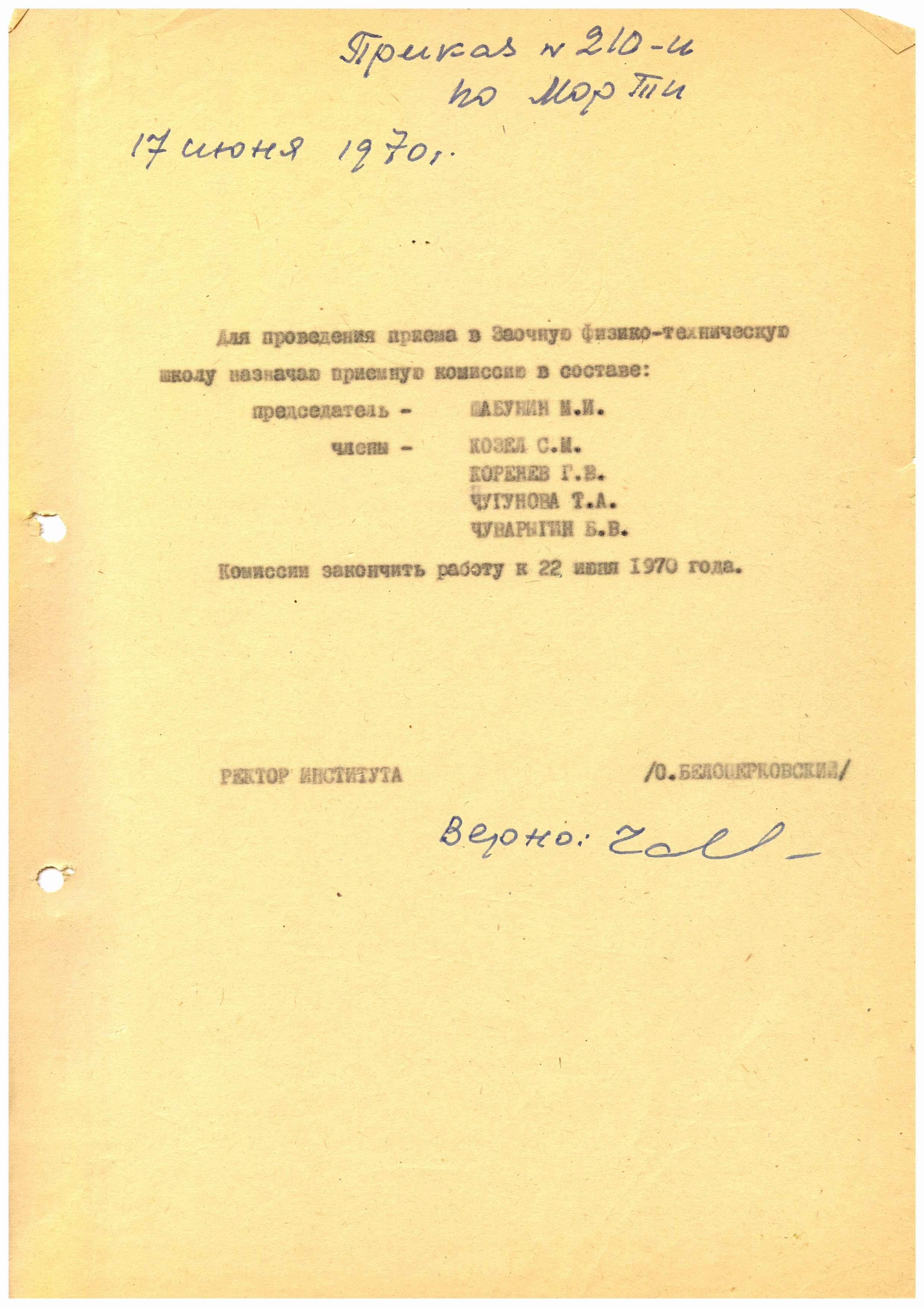
Приказ 1970 г. о составе ПК ЗФТШ

К созданию ЗФТШ Г. В. Коренев подошёл как конструктор, разработав её схему, связи, цели, оценив необходимые ресурсы. Под его руководством рабочая группа, куда входили Т. А. Чугунова, Т. С. Пиголкина, А. Г. Асланян, Ю. И. Колесов, А. Е. Умнов и ряд других молодых сотрудников МФТИ, разработала методические материалы и логистику общения со школьниками, живущими в близких и далеких населенных пунктах большой страны [29], 1971 [32], 1972. Вот как вспоминала Т. А. Чугунова о роли Г. В. Коренева в организации ЗФТШ: «Авторитет Г. В. Коренева среди преподавателей и студентов МФТИ помог ему создать тогда еще не большие, но очень увлеченные и работоспособные коллективы преподавателей и студентов для работы со школьниками. Первые самые трудные пять лет он был активным помощником во всех направлениях работы ЗФТШ». 

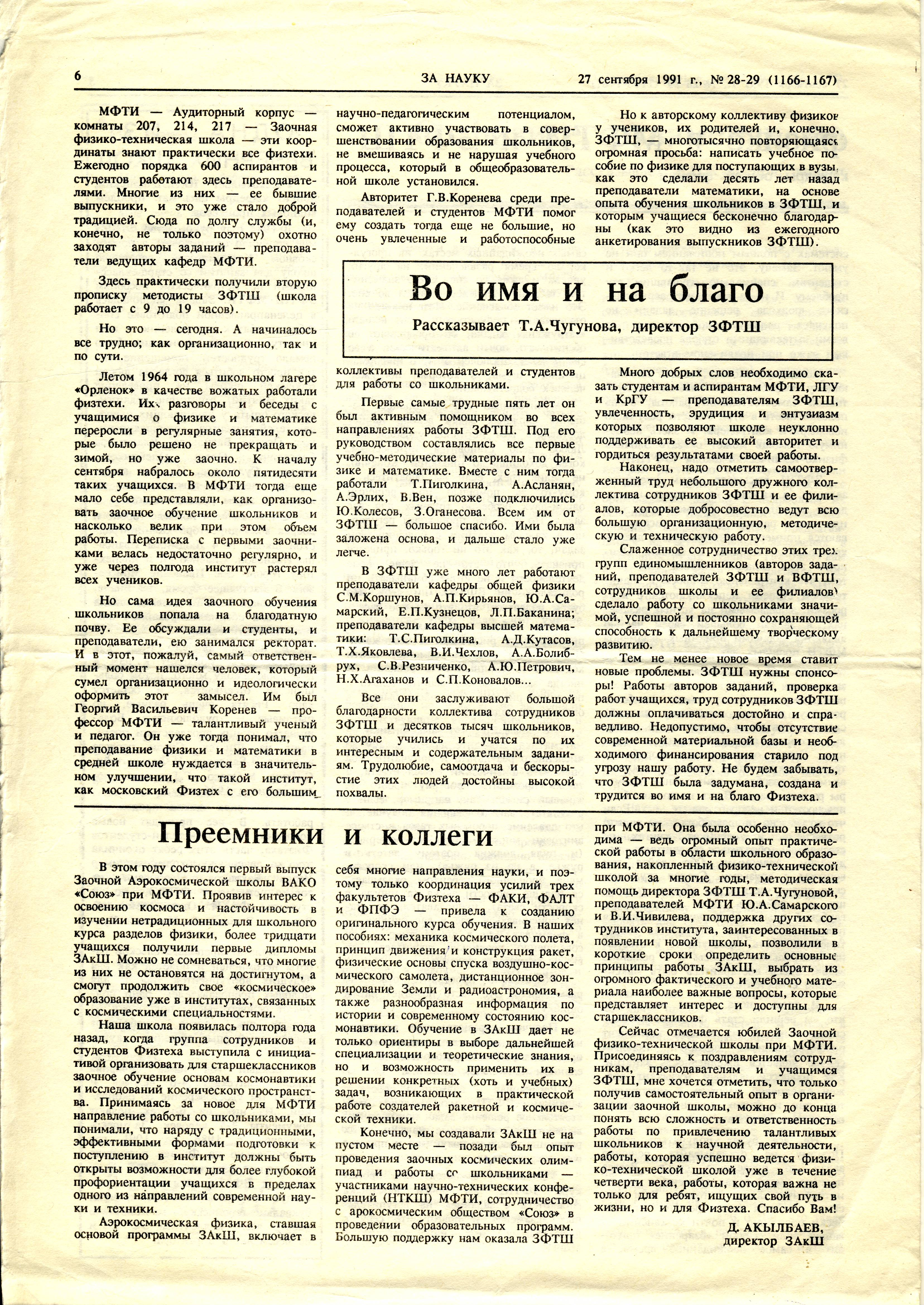
Воспоминания Т.А.Чугуновой о создании ЗФТШ при МФТИ и роли Г.В.Коренева

В течение нескольких лет после образования ЗФТШ Коренев был её главным идеологом и методистом, не занимая там официального поста. Постановлением бюро ЦК ВЛКСМ № Б-36/2 от 17.05.1972 г. Школе была присуждена премия Ленинского комсомола с формулировкой «За большую работу по пропаганде научно-технических знаний среди школьников». Школа является для МФТИ одним из важных инструментов привлечения абитуриентов. За десятилетия своего существования ЗФТШ выпустила свыше 90 тысяч школьников для Физтеха и других университетов страны, а более 400 студентов, аспирантов и выпускников МФТИ работают ежегодно преподавателями.

За работу по создании ЗФТШ Коренев награждён Знаком «Отличник народного просвещения», почетной грамотой Министерства просвещения СССР и ЦК профсоюза, 

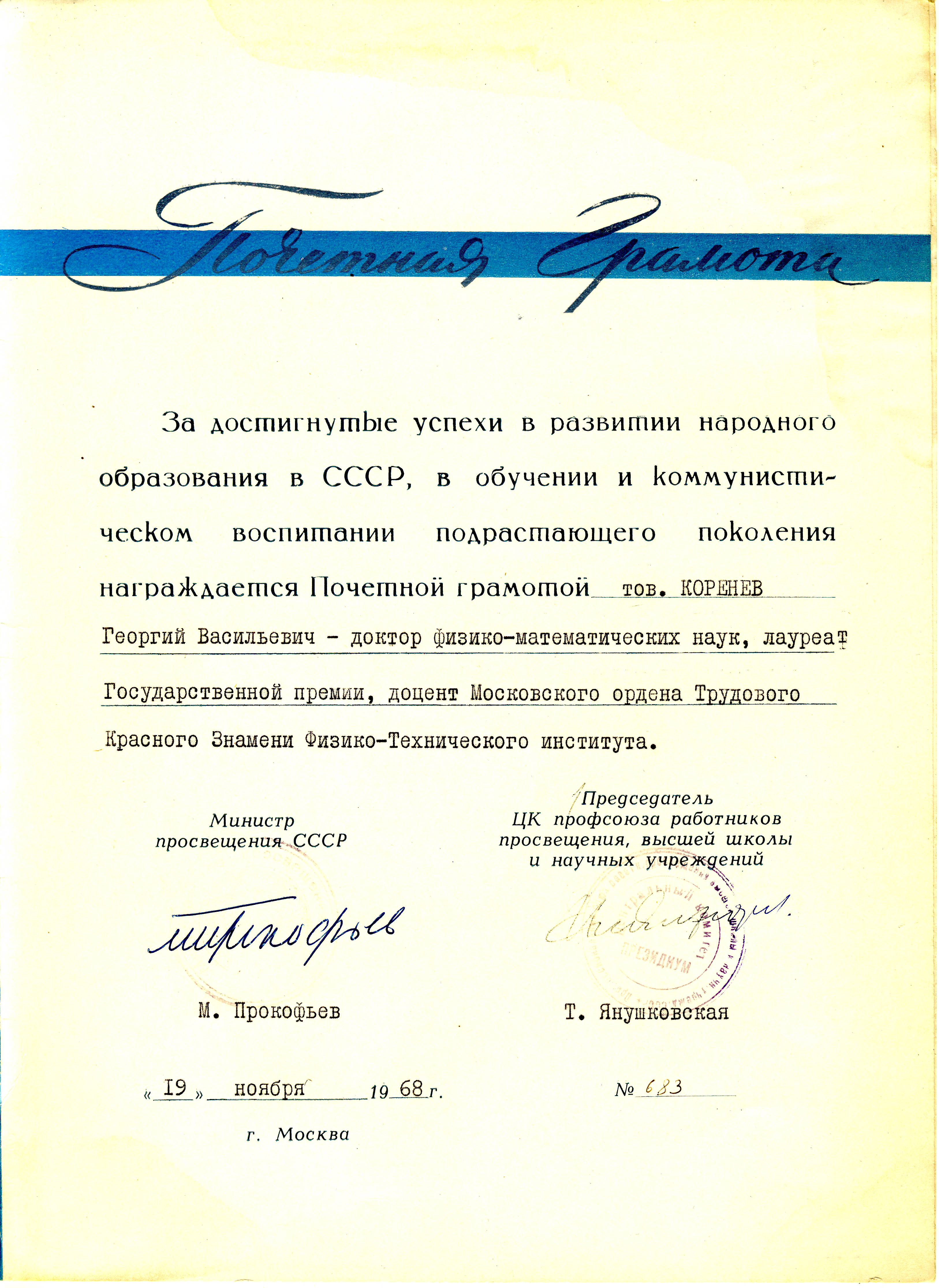
Грамота ЦК ВЛКСМ о награждении Коренева Георгия Васильвеча за его вклад в создание Заочной Физико-Технической Школы при МФТИ

почетной грамотой ЦК ВЛКСМ.

## Награды

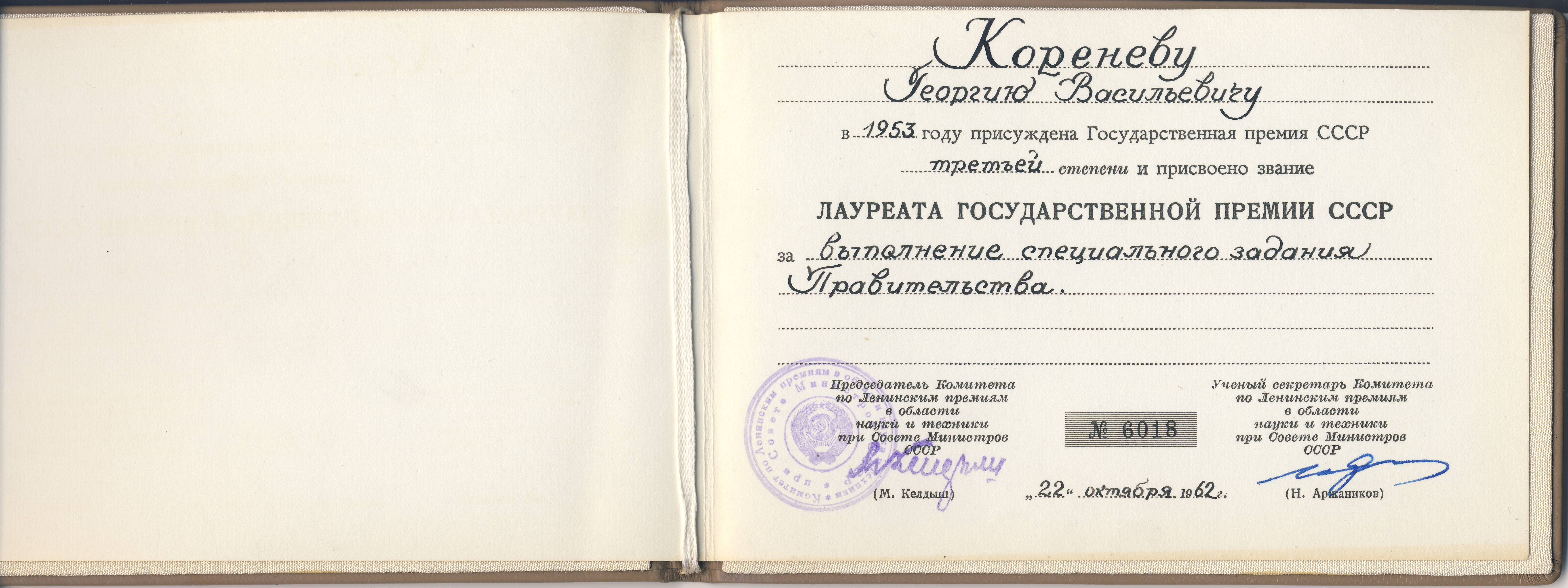
Г. В. Коренев. Диплом Лауреата Сталинской/Государственной премии

- орден Ленина (1933[1]; № 614) — [наградить] одного из организаторов, инициаторов и авторов по конструированию и выпуску автопилота к телемеханического самолёта[13][К 2]
- Сталинская премия (1953) — за создание уникальных образцов ракетной техники в составе коллектива КБ-1[К 3];
- знак «Отличник народного просвещения» — за создание ЗФТШ;
- Почётные грамоты Министерства просвещения СССР и ЦК профсоюза, ЦК ВЛКСМ — за создание ЗФТШ.

## Научное наследие
С 1964 года Кореневым разрабатывалась теория, названная им «Целенаправленная механика».

## Избранные труды
- Коренев Г. В. Введение в механику управляемого тела. — М.: Наука, 1964. — 568 с.
  - Korenev G. V. The mechanics of guided bodies. — London: Iliffe Books Ltd., 1967. — 551 p.
- Коренев Г. В. Цель и приспособляемость движения. — М.: Наука, 1974. — 528 с.
- Коренев Г. В. Введение в механику человека. — М.: Наука, 1977.
- Коренев Г. В. Целенаправленная механика управляемых манипуляторов, 1979.
- Коренев Г. В. Очерки механики целенаправленного движения. — 1980.
- Коренев Г. В. Тензорное исчисление. — М.: Изд-во МФТИ, 2000. — 240 с. — ISBN 5-89155-047-4
- Коренев Г. В. Классическая Механика в Тензорном Изложении. — М.: Изд-во МФТИ, 2020. — 324 с. — ISBN 978-5-7417-0739-5

## Комментарии
1. ↑  Московское коммерческое училище имени Цесаревича Алексея — учебное заведение Московского общества распространения коммерческого образования (МОРКО).
2. ↑  Сохранена орфография оригинала.
3. ↑  В 1962 году  диплом лауреата был заменён на диплом № 6018 лауреата Государственной премии СССР с формулировкой «За выполнение специального задания Правительства».